# Hodonínská doubrava
Hodonínská doubrava este o arie protejată (arie specială de conservare — SAC, sit de importanță comunitară — SCI) din Republica Cehă întinsă pe o suprafață de 3.029,08 ha, integral pe uscat.

## Localizare
Centrul sitului Hodonínská doubrava este situat la coordonatele 48°53′51″N 17°06′02″E / 48.8975°N 17.100556°E.

## Înființare
Situl Hodonínská doubrava a fost declarat sit de importanță comunitară în aprilie 2005 pentru a proteja 1 specie de plante și 5 specii de animale. Situl a fost protejat și ca arie specială de conservare în octombrie 2016.

## Biodiversitate
Situată în ecoregiunea panonică, aria protejată conține 5 habitate naturale: Vegetație psamofilă uscată cu pășuni deschise de Corynephorus și Agrostis, Stepe panonice nisipoase, Păduri aluvionare cu Alnus glutinosa și Fraxinus excelsior (Alno-Padion, Alnion incanae, Salicion albae), Păduri panonice cu Quercus petraea și Carpinus betulus, Păduri stepice euro-siberiene cu Quercus spp..
La baza desemnării sitului se află mai multe specii protejate:
- plante (1): Gladiolus palustris
- amfibieni (1): buhai de baltă cu burta roșie (Bombina bombina)
- mamifere (2): liliac cârn (Barbastella barbastellus), liliac cu urechi mari (Myotis bechsteinii)
- nevertebrate (2): Euplagia quadripunctaria, rădașcă (Lucanus cervus)